# Silhouette (automobile)

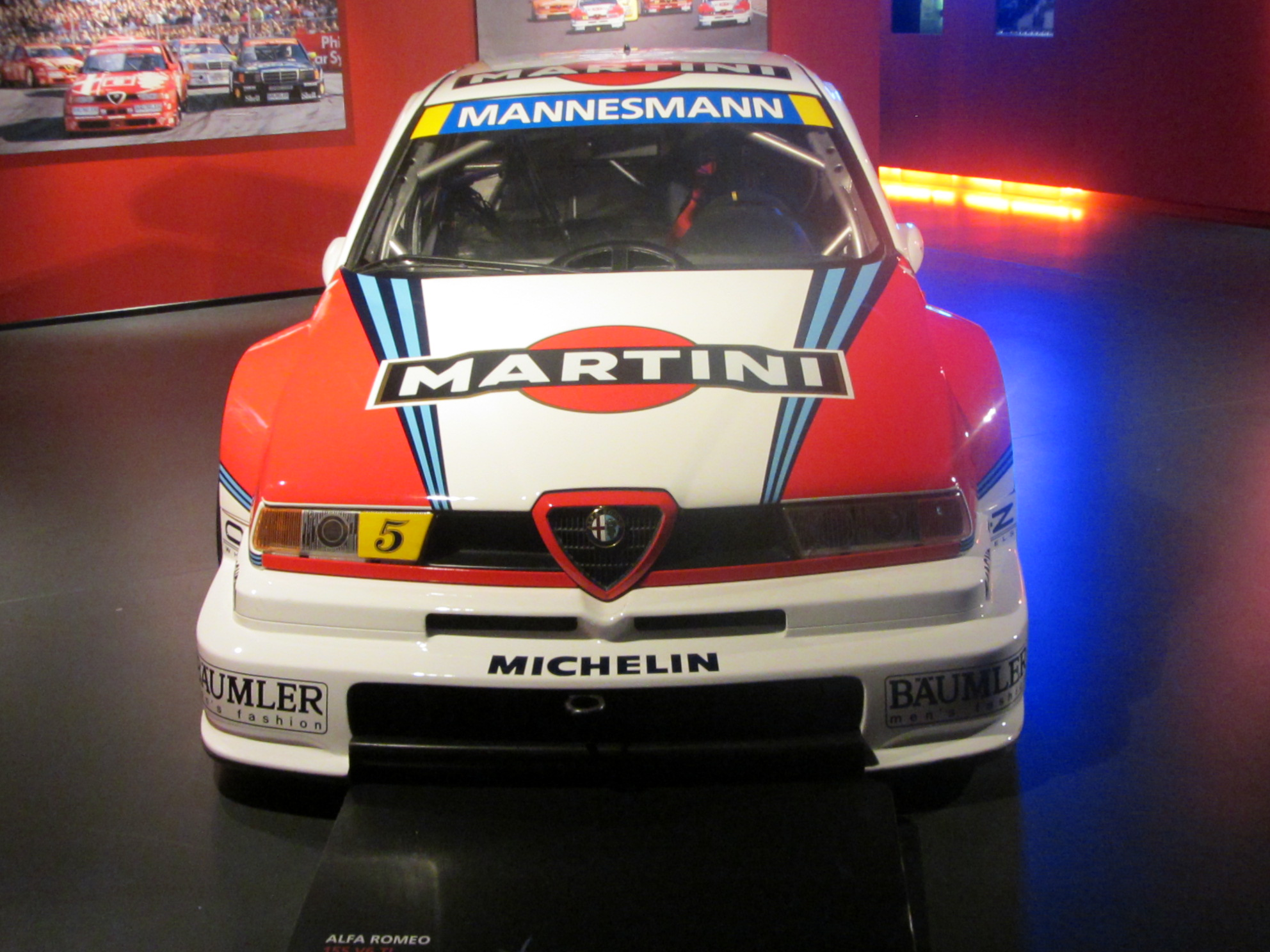
L'Alfa Romeo 155 V6 TI che prese parte nel 1996 all'International Touring Car Championship: è ben visibile lo chassis completamente diverso dalla vettura di serie nonché i fari finti.

La silhouette è un tipo di automobile espressamente realizzata per le competizioni, il cui profilo esteriore (silhouette) richiama fortemente un modello costruito in serie della stessa casa automobilistica, allo scopo di creare un collegamento visivo tra le due vetture, con evidenti fini pubblicitari e di marketing.

## Descrizione
Le similitudini, però, sono generalmente limitate all'aspetto della carrozzeria e ad altri particolari tecnicamente trascurabili, mentre lo chassis, la meccanica e il propulsore sono del tutto diversi e adatti allo scopo agonistico.
Quasi sempre la loro carrozzeria non è in metallo, ma in materiali molto più leggeri, quali fibra di vetro o fibra di carbonio, e al di sotto di essa il telaio originale è sostituito da uno specificamente progettato per le competizioni.

## Storia
L'idea di produrre vetture di tipo silhouette è nata nei primi anni 1980, quando la necessità di progettare automobili specificatamente destinate ai rally pose il problema dell'assenza di un ritorno commerciale d'immagine. Ne fu esempio la Lancia Stratos, le cui numerose vittorie sulle piste del campionato mondiale rally non erano riuscite a incentivare le vendite del modello sportivo di serie, com'era invece precedentemente avvenuto per la Lancia Fulvia Coupé. Fu questo il motivo che orientò l'azienda alla costruzione della successiva Lancia Rally 037, che riprendeva le forme della Lancia Beta Montecarlo, ma derivava fattualmente dal prototipo Fiat Abarth 030.
Le vetture che partecipano ai campionati Deutsche Tourenwagen Masters e NASCAR sono di questa tipologia; mentre nel passato potevano essere classificate come silhouette le vetture di Gruppo 5 e del mai nato Campionato Production Car nelle competizioni stradali, e le vetture di Gruppo B nei rally.